# Miami Tropics
Los Miami Tropics fueron un equipo de fútbol americano profesional con sede en Miami, Florida, que jugaron en la Spring Football League en 2000. El entrenador en jefe de los Tropics era Jim Jensen , que jugaba para los Miami Dolphins. Los Tropics jugaron sus partidos en casa en el Miami Orange Bowl. Los Tropics eran el único equipo de la SFL que jugaba en un mercado de la NFL en ese momento.

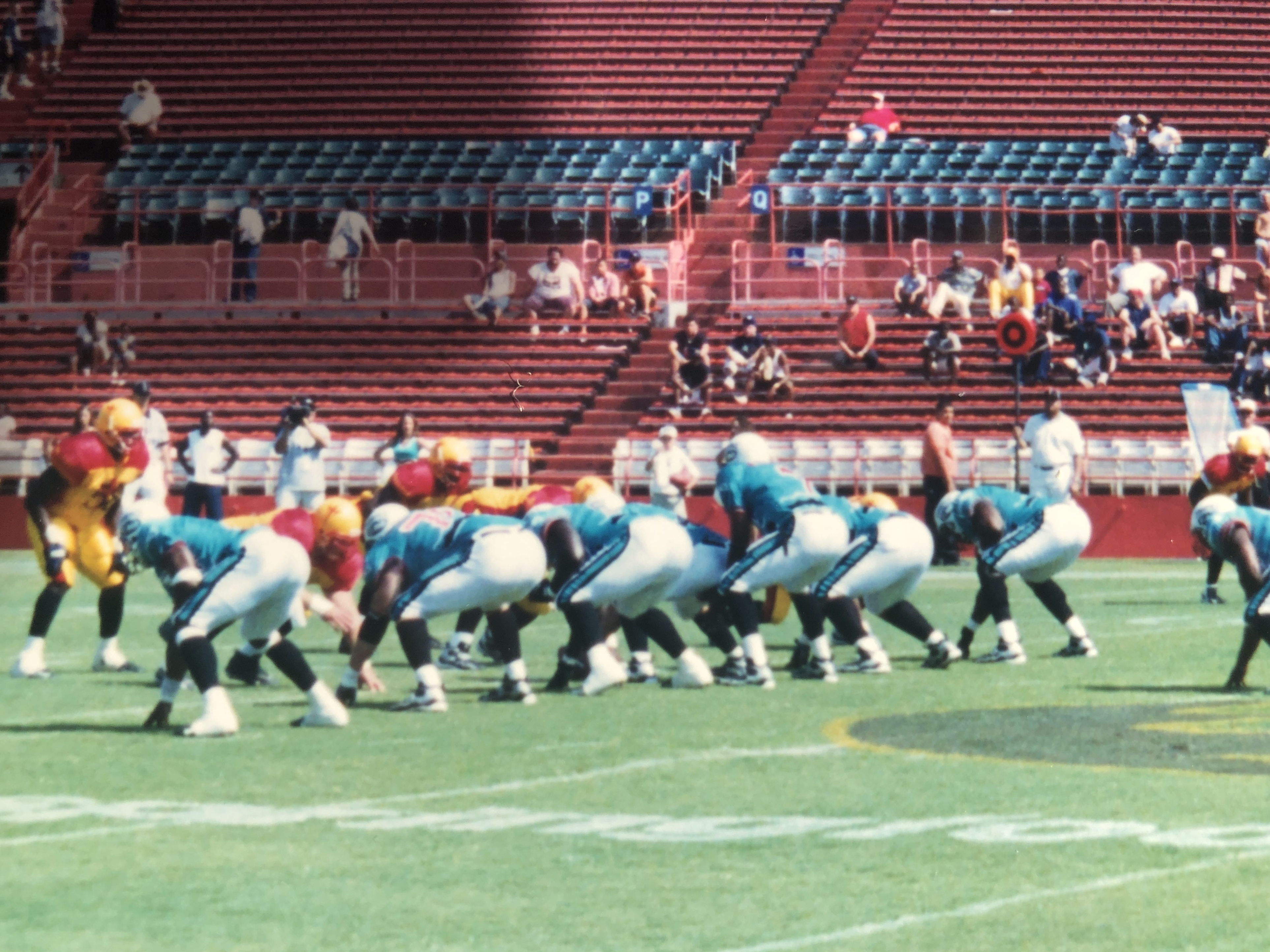
Miami Tropics vs San Antonio Matadors

## Jugadores destacados de Tropics
James Burgess - (Cargadores de Miami, San Diego)
James Stewart - (Vikingos de Miami, Minnesota)
Nakia Reddick - (Indianapolois Colts, Carolina Panthers)
Harvey Wilson - (Colts de Indianápolis)
Antron Wright - (Cuervos de Baltimore)
Los Tropics jugarían el último partido de fútbol profesional en el Miami Orange Bowl .